# Wilbur Mills
Wilbur Daigh Mills (ur. 24 maja 1909 w Kensett, zm. 2 maja 1992 w Searcy) – amerykański polityk, członek Partii Demokratycznej.

## Działalność polityczna
W okresie od 3 stycznia 1939 do 3 stycznia 1977 przez dziewiętnaście kadencji był przedstawicielem 2. okręgu wyborczego w stanie Arkansas w Izbie Reprezentantów Stanów Zjednoczonych.